# Franciszek Paschalski
Franciszek Julian Paschalski (ur. 20 października 1889 w Warszawie, zm. 13 listopada 1940 w Monako) – polski adwokat, działacz obozu piłsudczyków, wolnomularz, założyciel Unii Narodowo-Państwowej w 1922 roku.

## Kariera adwokacka
Paschalski był oskarżycielem prywatnym w historycznym jednodniowym procesie Eligiusza Niewiadomskiego, zabójcy prezydenta Narutowicza, 30 grudnia 1922 roku. Był też jednym z obrońców w sprawie marszu Kurpiów na Kolno, w 1924 roku, w której zapadł wyrok uniewinniający.
Paschalski był piłsudczykiem, współpracownikiem marszałka. W styczniu 1923 roku stwierdził publicznie wraz z Kazimierzem Świtalskim, że o ile Piłsudski nie przejmie władzy, „Polskę czeka wojna domowa”.
Franciszek Paschalski bronił też razem z adwokatami Andrejewem, Niedzielskim i Ettingerem, dziewiętnastoletniego Borysa Kowerdy, zabójcy posła ZSRR w Warszawie Piotra Wojkowa w procesie 1927 roku. Paschalski był również obrońcą Gabriela Czechowicza w sprawie przed Trybunałem Stanu w grudniu 1927 roku. W grudniu 1927 Czechowicz przekazał na fundusz reprezentacyjny premiera Józefa Piłsudskiego kwotę 8 milionów złotych. Pieniądze te zostały wykorzystane w kampanii wyborczej BBWR.
W lutym 1931 roku Paschalski bronił majora Henryka Sobolewskiego w procesie w Warszawie.

## Kariera polityczna
Podczas I wojny światowej działacz Stronnictwa Narodowo-Radykalnego. Członek Centralnego Komitetu Narodowego w Warszawie (lipiec 1916 – maj 1917). Był jednym z czołowych działaczy Komisji  Porozumiewawczej Stronnictw Demokratycznych.
Po zamachu majowym Franciszek Paschalski był jednym z wybitnych polityków sanacji. Był posłem na Sejm RP w latach 1930–1935, był m.in. członkiem sejmowej Komisji Spraw Zagranicznych. Paschalski pełnił też w latach 1932–1936 funkcję prezesa Rady Wykonawczej Naczelnej Rady Adwokackiej (utworzonej przez Prawo o ustroju adwokatury, które weszło w życie z dniem 1 listopada 1932 roku), oraz prezesa Zarządu Głównego Związku Strzeleckiego (po Antonim Anuszu i Wojciechu Stpiczyńskim) – od końca 1932 roku, aż do końca istnienia organizacji.
Pomimo obciążenia obowiązkami politycznymi i społecznymi, nadal pracował jako adwokat. W marcu 1939 roku Paschalski reprezentował Tadeusza Boya-Żeleńskiego przed Sądem Apelacyjnym w sprawie o zniesławienie z pozwu dramatopisarza Tadeusza Konczyńskiego. Wyrok aresztu wobec Żeleńskiego I instancji został zmniejszony do tygodnia, ale pisarz nie został uniewinniony. Rozprawa w ostatecznej instancji przed Sądem Najwyższym nie odbyła się z powodu wybuchu wojny.

## Emigracja i śmierć
W połowie sierpnia 1939, wobec zbliżającej się wojny, Paschalski wyjechał do Paryża. Oczekiwał, że wojna będzie krótka, bo Francja wystąpi czynnie w obronie Polski i rozgromi Niemcy. Po zajęciu północnej części Francji przez Niemcy hitlerowskie w 1940 i wobec wzmagającej się aktywności Gestapo w okupowanej przez Niemców części Francji, Paschalski zdecydował się jechać na południe Francji. Zmarł w Księstwie Monako w listopadzie 1940 i tam został pochowany.

## Informacje rodzinne
Franciszek Paschalski pochodził z rodziny szlacheckiej legitymującej się herbem Sas. Syn Henryka Franciszka Wilhelma i Teodory Karoliny Franciszki z Wilkoszewskich (zm. 1932). Był żonaty z Marią Jodko-Narkiewicz (córką Witolda Jodko-Narkiewicza i Marii z Rościszewskich), z którą miał syna Henryka Paschalskiego (1910–1974) - dyrektora koncernu „Ilustrowanego Kuriera Codziennego”.

## Odznaczenia
- Krzyż Niepodległości (27 czerwca 1938)[6],
- Złoty Wawrzyn Akademicki (5 listopada 1935)[7],
- Order Krzyża Orła II klasy (Estonia, 1933)[8].